# 에릭 에바즌

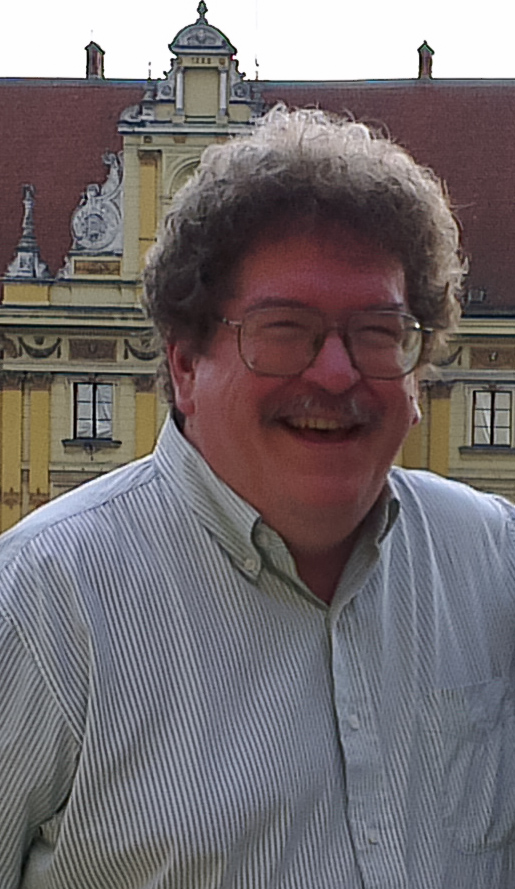

에릭 에바즌(영어: Eric Ewazen, 1954년 3월 1일~, 클리블랜드 오하이오)는 미국의 클래식 작곡가이자 교수, 앙상블 연구자이다. 트리오(trio) 곡들을 많이 작곡하였으며, 특히 트럼펫, 트럼본, 호른 등 금관악기 중심의 곡들이 다수를 차지한다.